# Pylaisiella obtusa
Pylaisiella obtusa là một loài Rêu trong họ Hypnaceae. Loài này được (Lindb.) Z. Iwats. & Nog. miêu tả khoa học đầu tiên năm 1973.